# Euriphene congolensis
Euriphene congolensis är en fjärilsart som beskrevs av Jean-Baptiste Capronnier 1889. Euriphene congolensis ingår i släktet Euriphene och familjen praktfjärilar. Inga underarter finns listade i Catalogue of Life.